# El noi de la mare

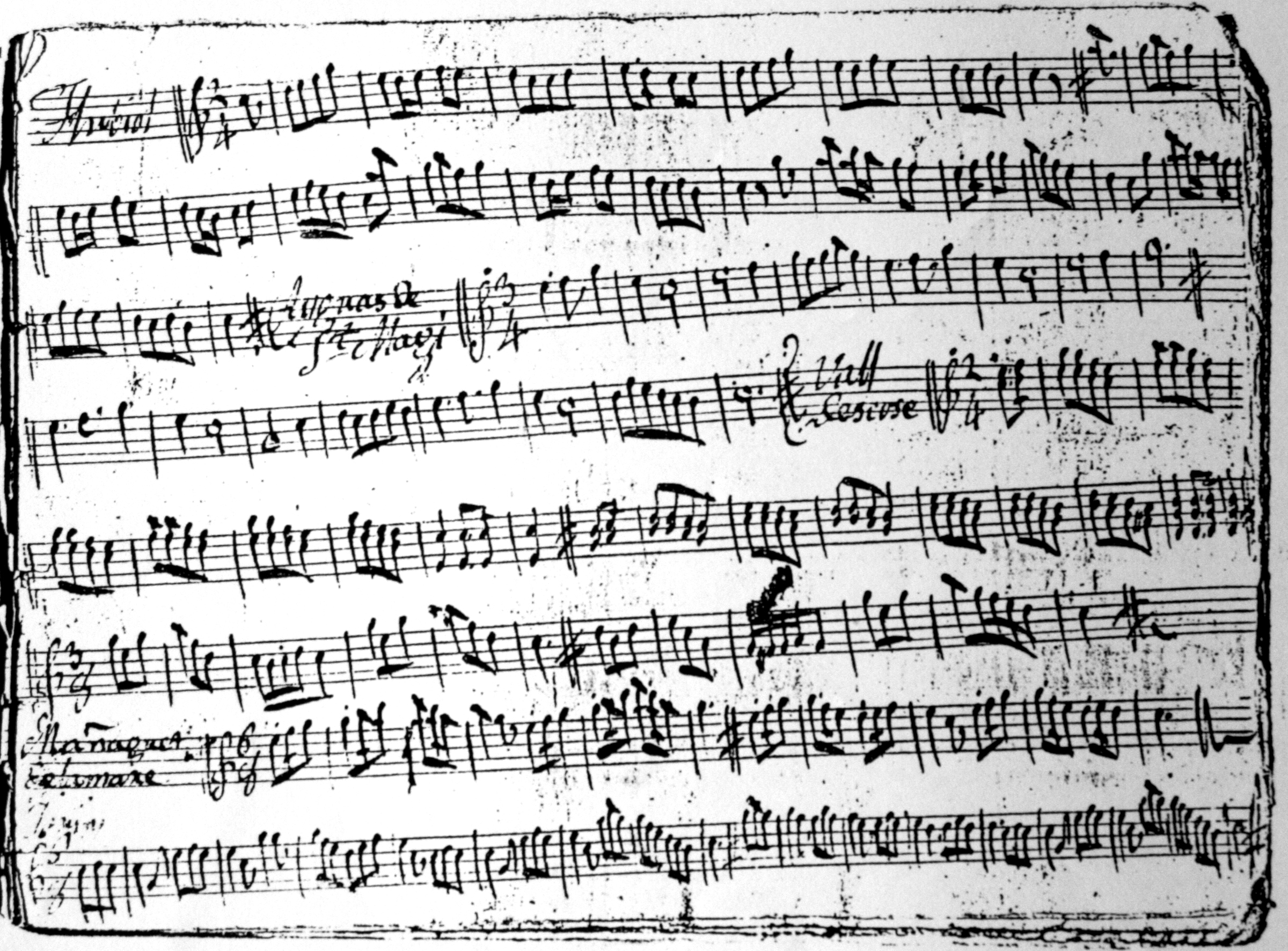
Partitur des Weihnachtsliedes El noi de la mare in einem Heft von Orgelvariationen von ca. 1820. Erhalten im Archiv der Kathedrale von Lleida. Das Lied erscheint auf dem unteren Teil der Seite unter dem Titel Mañaguet de la mare.

El noi de la mare, katalanisch Der Junge der Mutter ist ein traditionelles katalanisches Weihnachtslied und auch ein Schlaflied. Der Autor ist anonym und der Ursprung unbekannt. Daher sind verschiedene Versionen davon überliefert. So ist eine Version von 1866 erhalten, die von Francesc Palagi Briz und Cándido Candi y Casanovas zur Liedersammlung Cançons de la terra (1866–1884) hinzugefügt wurde, eine, die in Chantics von Jacinto Verdaguer aufgenommen wurde, und eine, die von der Biblioteca Popular de L’Avenç 1909 veröffentlicht wurde.

## Struktur
Nach Josep Romeu y Figueras gibt es zwei Versionen, eine kürzere und eine andere, längere und banalere.
Das Lied besteht aus zehnsilbigen Versen, in denen die erste, vierte, siebte und zehnte Silbe stark betont ist. Damit wird der Rhythmus der Melodie stark hervorgehoben. Je zwei Verse bilden dabei eine parallele Struktur.

## Geschichte
Das Entstehungsdatum des Liedes ist nicht genau bekannt. Genug Belege gibt es nicht. Es ist aber wahrscheinlich, dass dieses Lied seinen Ursprung im 18. oder 19. Jahrhundert hatte. Man glaubt, dass dieses Lied ursprünglich ein Kinder- oder Wiegenlied war und dass es, ohne weihnachtlich oder religiös zu sein, schließlich ins Repertoire der Weihnachtslieder geriet. Einige Autoren haben Berührungspunkte zwischen diesem katalanischen Lied und einer galicischen Muiñeira (einem Tanz) gefunden. Einige glauben sogar, dass es sich um das gleiche Lied handelt. Andere glauben, dass es sich um die gleiche Melodie handelt, mit einem sehr ähnlichen Text, obwohl in anderen Sprachen, und dass man es nicht nur in Galicien, sondern auch in anderen Regionen Spaniens singt.
In der neueren Geschichte sind viele Adaptionen und Arrangements des beliebten Liedes entstanden. Zum Beispiel nahm Raquel Meller, die einen guten Teil ihres Lebens in Barcelona verbracht hat, verschiedene Lieder auf Katalanisch auf. Das emotionalste unter diesen ist die Adaption des Volksliedes El noi de la mare, die Raquel 1926 in Paris aufnahm. Berühmt sind die Arrangements dieses Liedes für Gitarre von Miguel Llobet. Zusätzlich zu ihrem Einfluss auf katalanische Künstler wie Emili Pujol verbreitete diese die Kenntnis von diesem Lied in Europa und den USA. Obwohl es in Argentinien keinen Brauch gibt, Weihnachtslieder zu singen, ist El noi de la mare dort ein sehr beliebtes Wiegenlied mit einem spanischen Text, der aus dem Katalanischen übersetzt ist. Wahrscheinlich ist es durch katalanische Einwanderer nach Argentinien gebracht worden. Die Musik erscheint in Gänze in der Einführung von Captains Courageous (1937), arrangiert von Gus Kahn und Franz Waxman. Dem Mörder Leo Trotzkis, Ramón Mercader, verriet das Lied, dass einer seiner Gefängniswärter Katalane war, weil er es diesen summen hörte.

## Text
Katalanisch

Què li darem, a n’el Noi de la Mare?

Què li darem, que li sàpiga bo?

Panses i figues i nous i olives,

Panses i figues i mel i mató.

Què li darem, al Fillet di Maria?

Què li darem al formós Infantó?

Li darem panses amb unes balances,

li darem figues amb un paneró.

Tam patatam que les figues son verdes,

tam patatam que ja maduraran.

Si no maduran el dia de Pasqua

Madurarán el dia de Rams
Deutsch

Was geben wir dem Jungen der Mutter?

Was geben wir ihm, das ihm gut schmeckt?

Rosinen und Feigen und Nüsse und Oliven

Rosinen und Feigen und Honigquark.

Was geben wir dem Söhnchen von Maria?

Was geben wir dem schönen Kind?

Wir geben ihm Rosinen mit Waagen (= gut abgewogen?),

Wir geben ihm Feigen mit einem Körbchen.

Tam patatam, die Feigen sind grün.

tam patatam, sie werden schon reifen.

Wenn sie zu Ostern nicht reifen,

Werden sie am Palmsonntag reifen.
Honigquark (katalanisch Mel i mató), also Quark mit Honig übergossen und oft auch mit Nüssen, ist eine traditionelle katalanische Nachspeise.
Zwischen Ostern und Palmsonntag (spanisch entre Pascuas y Ramos) ist in Spanien eine feste Redewendung für „ab und zu“ oder „sehr selten.“ Die letzten beiden Zeilen bedeuten also: „Irgendwann werden sie schon reifen.“